# Rối loạn hoảng sợ
Rối loạn hoảng sợ là một rối loạn lo âu đặc trưng bởi tái phát cơn hoảng loạn bất ngờ. Các cơn hoảng loạn là những giai đoạn sợ hãi đột ngột có thể bao gồm đánh trống ngực, đổ mồ hôi, run rẩy, khó thở, tê liệt hoặc cảm giác rằng điều gì đó khủng khiếp sắp xảy ra. Mức độ tối đa của các triệu chứng xảy ra trong vòng vài phút. Có thể có những lo lắng liên tục về việc có thêm các cơn hoảng loạn và tránh những nơi mà các cơn hoảng loạn đã xảy ra trong quá khứ.
Nguyên nhân của rối loạn hoảng sợ vẫn chưa được biết. Rối loạn hoảng sợ thường có tính di truyền trong gia đình. Các yếu tố rủi ro bao gồm hút thuốc, căng thẳng tâm lý và tiền sử lạm dụng trẻ em. Chẩn đoán bao gồm loại trừ các nguyên nhân tiềm ẩn khác của chứng lo âu bao gồm các rối loạn tâm thần khác, các tình trạng y tế như bệnh tim hoặc cường giáp và sử dụng thuốc. Sàng lọc điều kiện có thể được thực hiện bằng bảng câu hỏi.
Rối loạn hoảng sợ thường được điều trị bằng tư vấn và thuốc. Loại tư vấn được sử dụng thường là liệu pháp hành vi nhận thức (CBT) có hiệu quả ở hơn một nửa số người. Các loại thuốc được sử dụng bao gồm thuốc chống trầm cảm và đôi khi là thuốc benzodiazepin hoặc thuốc chẹn beta. Sau khi ngừng điều trị, có tới 30% người bị tái phát.
Rối loạn hoảng sợ ảnh hưởng đến khoảng 2,5% số người tại một số thời điểm trong cuộc sống của họ. Nó thường bắt đầu trong thời niên thiếu hoặc trưởng thành sớm nhưng bất kỳ độ tuổi nào cũng có thể bị ảnh hưởng. Nó ít phổ biến hơn ở trẻ em và người già. Phụ nữ thường bị ảnh hưởng nhiều hơn nam giới.